# Diskografija Keshe
Diskografija Ke$he, američke pop pjevačice obuhvaća jedan album, dva singla te dva spota. Njen debitantski singl "TiK ToK" objavljen je sredinom 2009. godine. Dospio je na broj jedan u preko 10 država i drži rekord za najbolje prodavan singl nekog ženskog izvođača u jendom tjednu, s prodajom od preko 600.000 primjeraka. Prvi singl u kojem se javno predstavila, bio je "Right Round" američkog repera Flo Ride, koji je bio veoma uspješan diljem svijeta, došavši na broj jedan na top listama u nekolicini država, a u većini je dospio u top pet. Ke$ha je odbila biti kreidtirana u pjesmi. Ke$hin debitantski album Animal izašao je 5. siječnja 2010. godine. Za drugi singl s albuma izabrana je pjesma "Blah Blah Blah".

## Studijski albumi
| Godina | Album                                                                                 | Top liste | Top liste | Top liste | Top liste | Top liste | Top liste | Top liste | Top liste | Top liste | Top liste | Certifikacije                   |
| Godina | Album                                                                                 | SAD       | UK        | KAN       | AUS       | IRS       | NZ        | NIZ       | ITA       | FRA       | NOR       | Certifikacije                   |
| ------ | ------------------------------------------------------------------------------------- | --------- | --------- | --------- | --------- | --------- | --------- | --------- | --------- | --------- | --------- | ------------------------------- |
| 2010.  | Animal - Objavljen: 5. siječnja 2010. - RCA Records - Format: CD, digitalni download  | 1         | 8         | 1         | 4         | 8         | 6         | 52        | 22        | 11        | 36        | - AUS: zlatna - KAN: platinasta |
| 2012.  | Warrior - Objavljen: 4. prosinac 2012. - RCA Records - Format: CD, digitalni download | —         | 66        | —         | 12        | 64        | 30        | —         | —         | —         | —         |                                 |

## Singlovi
| Godina | Singl                        | Top liste | Top liste | Top liste | Top liste | Top liste | Top liste | Top liste | Top liste | Top liste | Top liste | Album    |
| Godina | Singl                        | SAD       | UK        | KAN       | AUS       | EU        | NZ        | NJE       | ŠVI       | AUT       | NOR       | Album    |
| ------ | ---------------------------- | --------- | --------- | --------- | --------- | --------- | --------- | --------- | --------- | --------- | --------- | -------- |
| 2009.  | "TiK ToK"                    | 1         | 4         | 1         | 1         | 1         | 1         | 1         | 1         | 1         | 1         | Animal   |
| 2010.  | "Blah Blah Blah" (ft. 3OH!3) | 7         | 11        | 3         | 3         | 36        | 7         | 11        | 30        | 21        | —         | Animal   |
| 2010.  | "Your Love Is My Drug"       | 4         | 13        | 6         | 3         | 34        | 15        | 19        | 34        | 12        | —         | Animal   |
| 2010.  | "Take It Off"                | 8         | 15        | 8         | 5         | —         | 11        | —         | —         | —         | —         | Animal   |
| 2010.  | "We R Who We R"              | 1         | 1         | 2         | 1         | —         | 4         | 23        | 17        | 1         | 13        | Cannibal |
| 2011.  | "Blow"                       | 7         | 32        | 12        | 10        | —         | 8         | 39        | —         | 22        | —         | Cannibal |
| 2012.  | "Die Young"                  | 2         | 7         | 4         | 3         | —         | 9         | 20        | 24        | 16        | 8         | Warrior  |

### Ostale pjesme
| Godina | Pjesma             | Top liste | Top liste | Top liste | Album  |
| Godina | Pjesma             | SAD       | KAN       | UK        | Album  |
| ------ | ------------------ | --------- | --------- | --------- | ------ |
| 2010.  | "Kiss N Tell"      | 109       | 91        | 163       | Animal |
| 2010.  | "Animal"           | 125       | —         | —         | Animal |
| 2010.  | "D.I.N.O.$.A.U.R." | —         | —         | 180       | Animal |

## Videospotovi
| Godina | Video            | Redatelj       |
| ------ | ---------------- | -------------- |
| 2009.  | "TiK ToK"        | Syndrome       |
| 2010.  | "Blah Blah Blah" | Brendan Malloy |

## Certifikacije singlova
| Pjesma           | Država      | Certifikacije |
| ---------------- | ----------- | ------------- |
| "TiK ToK"        | Australija  | 4× platinasta |
| "TiK ToK"        | Danska      | zlatna        |
| "TiK ToK"        | Kanada      | 5× platinasta |
| "TiK ToK"        | Novi Zeland | 2x platinasta |
| "TiK ToK"        | Španjolska  | zlatna        |
| "Blah Blah Blah" | Australija  | zlatna        |

## Ostali doprinosi
| Godina | Pjesma                  | Izvođač          | Album                 | Impresum            |
| ------ | ----------------------- | ---------------- | --------------------- | ------------------- |
| 2006.  | "Nothing in this World" | Paris Hilton     | Paris                 | pozadinki vokali    |
| 2008.  | "This Love"             | The Veronicas    | Hook Me Up            | tekstopisac         |
| 2008.  | "Lace and Leather"      | Britney Spears   | Circus                | pozadinski vokali   |
| 2009.  | "Touch Me"              | Flo Rida         | R.O.O.T.S             | gostujući glazbenik |
| 2009.  | "The Time Of Our Lives" | Miley Cyrus      | The Time Of Our Lives | tekstopisac         |
| 2009.  | "Girls"                 | Pitbull          | Rebelution            | gostujući glazbenik |
| 2010.  | "Disgusting"            | Miranda Cosgrove | Sparks Fly            | tekstopisac         |
| 2010.  | "Stickey Mickey"        | Mickey Avalon    | Electric Gigolo       | gostujući glazbenik |
| 2010.  | "Boy Like You"          | Charlee          | This Is Me            | tekstopisac         |
| 2010.  | "Miami Nights"          | Dirt Nasty       | Nasty As I Want to Be | gostujući glazbenik |